# Ожват, Андраш
Андраш Ожват (венг. Ozsváth András, 19 августа 1929, Бекешчаба — 20 октября 2015, Будапешт) — венгерский шахматист, мастер ФИДЕ (1980), международный мастер ИКЧФ (1977).

## Биография
Детство провел в Трансильвании, в городе Марошвашархей. Начал играть в шахматы в местном клубе общества металлообработки. С 1949 г. жил в Будапеште, выступал за клуб деревообрабатывающей промышленности. Во время службы в армии организовал шахматный клуб при Центральном доме офицеров в Будапеште. В 1957 г. получил звание национального мастера.
Участвовал в четырех чемпионатах Венгрии (1954, 1958, 1962 и 1965 гг.).
В 1960 г. стал чемпионом Будапешта.
В 1967 г. стал бронзовым призером турнира дружественных армий.
С 1961 по 1988 гг. выступал за сборную спортивного общества "Honvéd". В составе команды восемь раз побеждал в командных чемпионатах Венгрии.
В составе сборной Венгрии участвовал в нескольких командных турнирах дружественных армий. В 1970 г. сборная стала серебряным призером соревнования.
Активно выступал в соревнованиях по переписке. Восемь раз побеждал в чемпионатах Венгрии по переписке. В составе сборной Венгрии стал серебряным призером 8-й заочной олимпиады (1977—1982 гг.).
Был известным в Венгрии шахматным организатором. В 1994 г. исполнял обязанности капитана женской сборной Венгрии во время шахматной олимпиады в Москве.
Занимался журналистикой. С 1953 г. вел шахматный отдел в газете "Honvéd Újság". С 1955 г. сотрудничал с журналом "Magyar Sakkélet". В 1995 г. занял пост ответственного редактора журнала "Sakkélet".
Похоронен в лютеранской церкви на площади Диак в Будапеште. Организацией похорон занимался Венгерский олимпийский комитет.

## Семья
Сын — Аттила Ожват (1956—2002), альпинист. Пропал без вести во время восхождения на высокогорный ледник в Каракоруме.

## Книги
- A sakkoktatás módszertana – kézirat; szerkesztette Ozsváth András (1966) (Методология шахматного образования; редактор)[8]
- Harcászat 64 mezőn, Zrínyi Katonai Kiadó (1972) (Бои на 64 полях)
- Világunk 64 mezőn (minikönyv), (2000 számozott), szerzői kiadás, Budapest, 1978. (Наш мир находится на 64 полях)[9]
- Hungaroil ’85, Budapest, 1985.
- Nemzetközi sakk nagymesterverseny (II. Hungaroil-Honvéd) (1986) (Международный турнир мастеров шахмат)
- Második levelezési sakkbajnokságunkat az óhazának megköszönjük! (Bottlik Ivánnal közösen), Nemzeti Sport Lap-, Könyvkiadó és Szolgáltató, Budapest, 1999. (Мы благодарим старую страну за наш второй заочный шахматный турнир!)[10]

## Награды, премии и почетные звания
- Заслуженный работник физической культуры и спорта Венгрии (1965)[11]
- Мастер-тренер Венгрии[венг.] (1977)
- Премия имени Г. Мароци (1994)
- Бронзовая медаль имени Г. Мароци (1994)[12]
- Премия Pro Civibus (2007)
- Рыцарь Каиссы[венг.] (2009)[13]

## Основные спортивные результаты
| Год                       | Город                                                                        | Соревнование                                                                 | + | −  | = | Результат | Место         |
| ------------------------- | ---------------------------------------------------------------------------- | ---------------------------------------------------------------------------- | - | -- | - | --------- | ------------- |
| 1954                      | Будапешт                                                                     | Чемпионат Венгрии                                                            | 3 | 8  | 6 | 6 из 17   | 15            |
| 1958                      | Будапешт                                                                     | Чемпионат Венгрии                                                            |   |    |   |           | [ 15 ]        |
| 1960                      | Будапешт                                                                     | Чемпионат Будапешта                                                          |   |    |   |           | 1             |
| 1961                      | Варшава                                                                      | Матч Варшава — Будапешт (против А. Сыдора и Наннке)                          | 2 | 1  | 1 | 2½ из 4   |               |
| 1962                      | Будапешт                                                                     | Чемпионат Венгрии                                                            | 3 | 11 | 3 | 4½ из 17  | 17            |
| 1963                      | Будапешт                                                                     | Чемпионат Будапешта                                                          | 5 | 8  | 0 | 5 из 13   | 11            |
| 1964                      | Будапешт                                                                     | Чемпионат Будапешта                                                          | 6 | 2  | 5 | 8½ из 13  | 4             |
| 1965                      | Будапешт                                                                     | Международный турнир                                                         | 3 | 10 | 2 | 4 из 15   | 15            |
|                           | Будапешт                                                                     | Чемпионат Венгрии                                                            | 6 | 11 | 2 | 7 из 19   | 18—20         |
| 1966                      | Будапешт                                                                     | Чемпионат Будапешта                                                          | 4 | 6  | 3 | 5½ из 13  | 10—11         |
|                           | Прага                                                                        | Турнир дружественных армий                                                   | 5 | 5  | 3 | 6½ из 13  | 8             |
| 1967                      | Гавана                                                                       | Турнир дружественных армий                                                   |   |    |   | 12 из 17  | 3—5           |
| 1969                      | Люблин                                                                       | Международный турнир                                                         |   |    |   |           |               |
| 1970                      | Дебрецен                                                                     | Мемориал Г. Мароци                                                           | 3 | 10 | 2 | 4 из 15   | 15            |
|                           |                                                                              | Командный турнир дружественных армий (сборная Венгрии, ?-я доска)            |   |    |   |           | Команда — 2-я |
| 1972                      | Тбилиси                                                                      | Турнир дружественных армий                                                   |   |    |   |           |               |
| 1973                      | Будапешт                                                                     | Турнир венгерских мастеров                                                   |   |    |   | 3½ из 11  | 10—11         |
| 1974                      | Ленинград                                                                    | Турнир дружественных армий                                                   |   |    |   |           |               |
| 1981                      | Будапешт                                                                     | Мемориал Д. Элекеша                                                          |   |    |   | 5 из 13   | 12—13         |
| СОРЕВНОВАНИЯ ПО ПЕРЕПИСКЕ |                                                                              |                                                                              |   |    |   |           |               |
| 1972—1976                 | 7-й командный чемпионат мира (заочная олимпиада; сборная Венгрии, ?-я доска) | 7-й командный чемпионат мира (заочная олимпиада; сборная Венгрии, ?-я доска) |   |    |   |           |               |
| 1977—1982                 | 8-й командный чемпионат мира (заочная олимпиада; сборная Венгрии, 2-я доска) | 8-й командный чемпионат мира (заочная олимпиада; сборная Венгрии, 2-я доска) |   |    |   |           |               |

## Изменения рейтинга
| Графики недоступны из-за технических проблем. См. информацию на Фабрикаторе и на mediawiki.org. |